# Albertus Wielsma
Albertus Wielsma (ur. 19 grudnia 1883 w Amsterdamie, zm. 26 marca 1968 tamże) – holenderski wioślarz.
Albertus Wielsma był uczestnikiem Letnich Igrzysk Olimpijskich 1908 w Londynie, podczas których wraz ze swoją drużyną zajął 3. miejsce w konkurencji czwórek bez sternika.